# Pseudomorpha
Pseudomorpha is een geslacht van kevers uit de familie van de loopkevers (Carabidae). De wetenschappelijke naam van het geslacht is voor het eerst geldig gepubliceerd in 1825 door Kirby.

## Soorten
Het geslacht Pseudomorpha omvat de volgende soorten:
- Pseudomorpha alleni VanDyke, 1953
- Pseudomorpha alutacea Notman, 1925
- Pseudomorpha angustata G.Horn, 1883
- Pseudomorpha argentina Steinheil, 1869
- Pseudomorpha arrowi Notman, 1925
- Pseudomorpha behrensi G.Horn, 1870
- Pseudomorpha brevis Baehr, 1997
- Pseudomorpha caribbeana Darlington, 1935
- Pseudomorpha castanea Casey, 1909
- Pseudomorpha champlaini Notman, 1925
- Pseudomorpha confusa Notman, 1925
- Pseudomorpha consanguinea Notman, 1925
- Pseudomorpha cronkhitei G.Horn, 1867
- Pseudomorpha cylindrica Casey, 1889
- Pseudomorpha excrucians Kirby, 1825
- Pseudomorpha falli Notman, 1925
- Pseudomorpha gerstaeckeri Chaudoir, 1877
- Pseudomorpha glabra Ogueta, 1967
- Pseudomorpha hubbardi Notman, 1925
- Pseudomorpha insignis (Sloane, 1910)
- Pseudomorpha lacordairei (Dejean & Boisduval, 1829)
- Pseudomorpha laevissima (Chaudoir, 1852)
- Pseudomorpha parallela VanDyke, 1943
- Pseudomorpha peninsularis VanDyke, 1953
- Pseudomorpha pilatei Chaudoir, 1862
- Pseudomorpha schwarzi Notman, 1925
- Pseudomorpha subangulata Baehr, 1997
- Pseudomorpha tenebroides Notman, 1925
- Pseudomorpha tuxtla Liebherr & Will, 1997
- Pseudomorpha vandykei Notman, 1925
- Pseudomorpha vicina Notman, 1925
- Pseudomorpha vindicata Notman, 1925